# Bôrka
Bôrka é um município da Eslováquia, situado no distrito de Rožňava, na região de Košice. Tem 23,74 km² de área e sua população em 2018 foi estimada em 595 habitantes.

## Demografia
| Ano:        | 1994 | 2004    | 2014    | 2024    |
| ----------- | ---- | ------- | ------- | ------- |
| Broj ljudi: | 352  | 461     | 543     | 652     |
| Razlika:    |      | +30,96% | +17,78% | +20,07% |

| Ano:               | 2023 | 2024   |
| ------------------ | ---- | ------ |
| Número de pessoas: | 646  | 652    |
| Diferença:         |      | +0,92% |